# Инцидент Асама-Сансо
Инцидент Асама-Сансо (яп: あさま山荘事件, Asama sansō jiken) — захват заложников и полицейская осада пансионата Асама-Сансо близ поселка Каруидзава, в префектуре Нагано, Япония, которая продолжалась с 19 по 28 февраля 1972 года. Полицейская спасательная операция в последний день противостояния стала первым в Японии марафоном прямой трансляции, длившимся 10 часов 40 минут.
Инцидент начался, когда пятеро вооруженных членов Объединенной Красной Армии (ОКА), совершая бегство из горной базы в префектуре Гумма от полиции, ворвались в дом отдыха у подножия горы Асама, взяв в заложники жену смотрителя дома. Между японской полицией и радикалами ОКА произошло противостояние, длившееся десять дней. Пансионат представлял собой естественную крепость, прочно построенную из толстого бетона на крутом склоне холма с одним входом, что, наряду с их оружием, позволило захватчикам заложников держать полицию на расстоянии.
28 февраля полиция ворвалась в пансионат. В ходе штурма погибли двое полицейских, заложник был освобожден, а радикалы ОКА взяты под стражу. Инцидент способствовал снижению популярности левого движения в Японии.

## Предыстория
В 1960-х годах левые студенческие движения охватили японские университеты, как и аналогичные движения на Западе. Ко второй половине десятилетия эти движения стали крайне раздробленными, конкурентными и жестокими. После серии инцидентов, в которых левые студенческие группы ранили или убивали сотрудников правоохранительных органов и гражданских лиц, Национальное полицейское агентство приняло жёсткие меры против этих групп, совершив рейды на их укрытия и арестовав десятки человек в конце 1960-х годов, как, например, в инциденте на перевале Дайбосацу. Пытаясь скрыться от полиции, основная группа радикалов Объединенной Красной Армии (ОКА) из 29 человек отступили в лагерь на горе Харуна, в префектуре Гумма зимой 1972 года.

### Получение оружия и денег
Две группы, впоследствии объединившиеся в «Объединённую Красную Армию», совершили независимо друг от друга серию преступлений в начале 1971 года. Группа во главе с Хироко Нагата и Хироси Сакагути, совершила налет на оружейный магазин в городе Моока 17 февраля. Их добычей стали 9 дробовиков, 1 винтовка, 1 пневматическая винтовка и 2300 патронов. В ходе нападения преступники сбежали на машине, бросив двоих членов. После их ареста полиция идентифицировала зачинщиков, в результате чего Нагата, Сакагути и остальные лидеры банды были внесены в список разыскиваемых лиц.
Отдельная Фракция Красной Армии, возглавляемая Цунэо Мори с помощником Куникой Бандо, провела серию вооружённых экспроприаций. Террористы в период с 22 февраля по 23 июля 1971 год сумели ограбить 4 банка, 3 почтовых отделения и кассу начальной школы. Полиция присвоила череде этих преступлений левых радикалов наименование «Операция М».
В этому времени волна левые демонстраций и студенческих протестов пошли на спад. Общество теряло интерес к представителям этого движения и их требованиям. Кроме нескольких журналистов и специалистов по безопасности никто не слышал об этих новых группах радикалов раньше.

### В горах Нагано
В начале февраля 1972 года, после череды внутренних пыток и избиений членов ОКА, в результате которых погибло 12 человек (зимой 1971—1972 года, в результате «чисток», погибло 12 из 29 человек банды, позже это стало известно, как «Инцидент на горной базе»), лидеры ОКА Цунэо Мори и Хироко Нагата отправились в Токио. В это время полиция сумела выйти на горную базу боевиков и 15 февраля оставшимся членам группировки пришлось бежать через горы в префектуре Нагано, чтобы не оставлять следов и стойкого запаха разложения в укрытии, не пропадавшего из-за плохих гигиенических условий. На следующий день террористы разделились на две группы. Одна была арестована вскоре после этого на железнодорожной станции Каруидзава, из-за их «подозрительного» внешнего вида. Вторая, состоявшая из пяти человек, бежала от преследования до горы Асама, где скрылась в пансионате Асама-Сансо. В состав второй группы входили Кунио Бандо (25 лет), выпускник Киотского университета; Масакуни Ёсино (23 года), студент выпускного курса Йокогамского национального университета; Хироси Сакагути (25 лет), бросивший Токийский университет Суйсан; Дзиро Като (19 лет) и его брат Сабуро Като (16 лет).

## Инцидент
Заметив преследование полицией около Каруидзавы 19 февраля, пятеро членов ОКА укрылись в доме отдыха Асама-Сансо, принадлежащем фирме по производству музыкальных инструментов «Kawai». Боевики обнаружили в здании Ясуко Мута, 31-летнюю жену смотрителя пансионата. Она была единственным человеком в здании, так как её муж выгуливал собаку, а постояльцы ушли кататься на коньках. Боевики взяли Ясуко Муту в заложники и забаррикадировались в здании.
Структура здания делала его крепостью: это было трехэтажное здание из дерева и бетона, построенное на склоне холма на открытом основании из железобетона. Верхний этаж был немного больше двух нижних, что придавало зданию вид гриба. Здание возвышалось над крутыми, заснеженными склонами внизу, а его окна имели тяжелые внешние штормовые ставни. Запутанный план здания, напоминающий лабиринт, и узкие лестницы позволяли защитникам легко блокировать движение внутри. Боевики проводили большую часть своего времени на самом верхнем этаже, где находились кухня, столовая, спальня с татами, откуда открывался великолепный вид на окружающую долину и холмы. Радикалы размещали большие предметы мебели и футоны вокруг дверей и окон, закрепляя их на месте проволокой.
Когда владелец пансионата вернулся и увидел баррикады, он понял, что произошло что-то экстраординарное, и быстро сообщил об этом в полицию. Полиция немедленно установила блокпосты и окружила здание, чтобы отрезать боевикам пути к отступлению. Поначалу полиция придерживалась выжидательной тактики, ожидая добровольной сдачи боевиков. После трёх дней осады, видя, что террористы не собираются сдаваться, полиция отключила подачу электричества в здание и установила громкоговорители. Через них родители нескольких членов группы безуспешно просили их сдаться. Один из сыновей привезённых родителей был убит ещё во время пребывания террористов на горной базе, но ни полиция, ни его родители не знали об этом, поскольку полный масштаб внутренних чисток в группе радикалов ещё не был известен.
25 февраля полицейская тактическая группа (подразделение полиции по борьбе с беспорядками полиции Нагано при поддержке столичного полицейского управления Токио, полиции Канагавы и полиции Яманаси) начала подготовку к штурму здания. Возле него был установлен кран, оснащённый шаром для сноса зданий с бронированной кабиной водителя. Полиция вооружилась лестницами, кувалдами и бензопилами. Владелец пансионата через громкоговоритель умолял боевиков освободить его жену, но его призывы были проигнорированы. 27 февраля полиция использовала бейсбольную машину для метания мячей, чтобы забрасывать здание камнями, не давая боевикам спать всю ночь.
Полиция заняла позиции для штурма в 8 часов утра 28 февраля и выдвинула последний ультиматум час спустя, который боевики проигнорировали. В 10 утра кран начал разбивать стены шаром. Полиция осторожно приблизилась к зданию и стала прорываться через баррикады. К полудню полиция заняла два нижних этажа, изолировав радикалов и Ясуко Муту на верхнем этаже.
Полиция столкнулась с трудностями при прорыве обороны боевиков на верхнем этаже и спустя несколько часов не добилась большого прогресса. Они направили шланги с водой под высоким давлением на верхний этаж, в проделанные дыры в стенах здания и облив находящихся внутри холодной водой. В это время боевики вели непрерывный огонь по нападающим полицейским и бросали в них самодельные бомбы. Двое полицейских, инспектор Сигэмицу Таками (42) и суперинтендант Хисатака Утида (47) были застрелены, а ещё пятнадцать полицейских получили ранения. Гражданский наблюдатель, который вторгся на территорию без разрешения полиции, также был подстрелен боевиками и смертельно ранен.

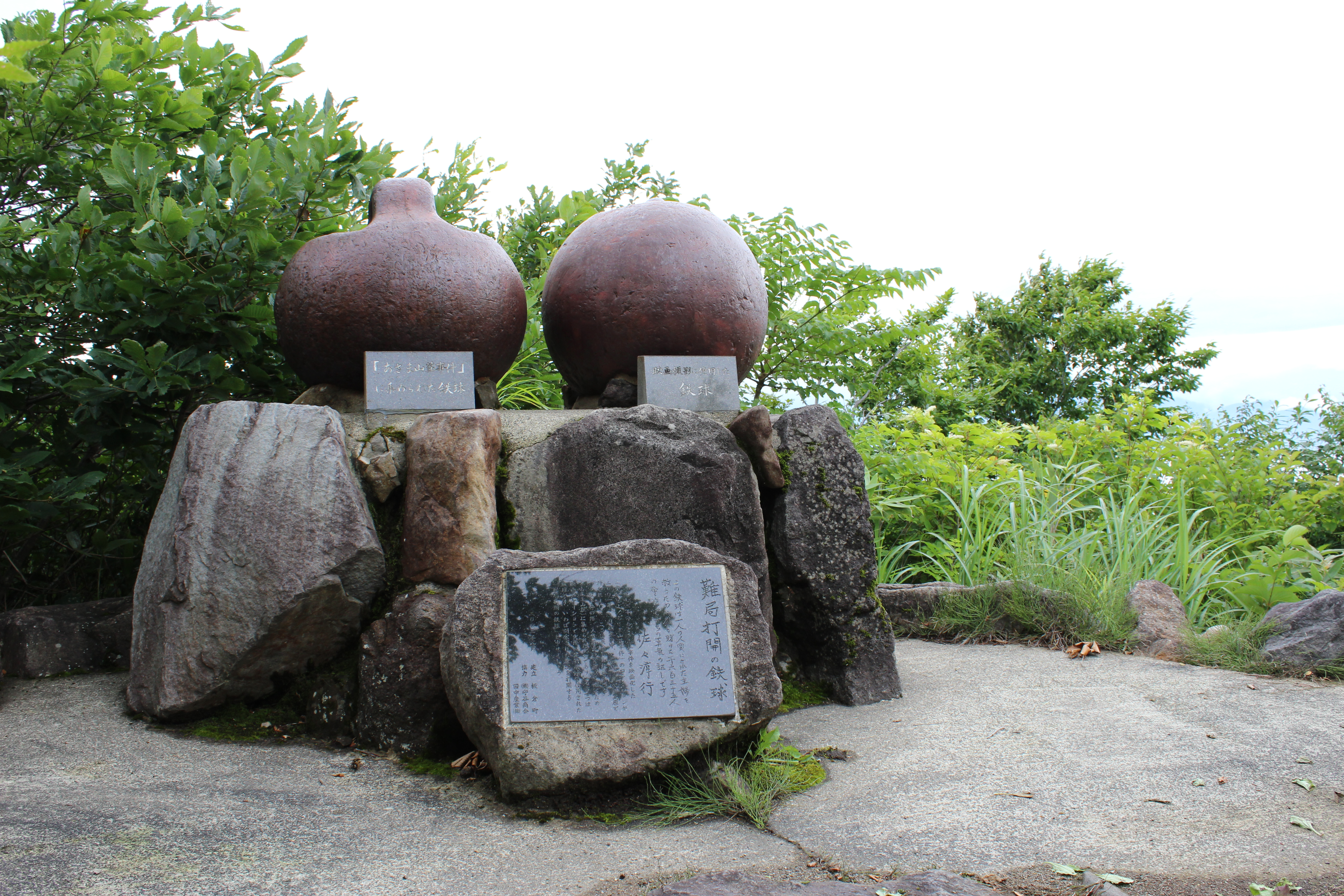
Шары, которые полиция использовала для разрушения здания во время инцидента, теперь выставлены на обозрение в этом районе вместе с мемориальной доской

Когда наступила темнота, полиция прорвала баррикады верхнего этажа и схватила одного из братьев Като. Оставшиеся четверо радикалов зарылись в кучу футонов и отказались сдаваться. Когда полиция приблизилась к ним, Бандо выстрелил в глаз одному из полицейских — Масахиро Эндо. Эндо потерял глаз, но выжил. В 18:15, через 280 часов после начала инцидента, оставшиеся четверо боевиков были взяты под стражу, а Ясуко Мута была спасена. Заложница замерзла, но не пострадала и сказала полиции, что её похитители не обращались с ней плохо, хотя и привязывали её к кровати в течение большей части противостояния. В тот же вечер, впавший в депрессию из-за преступлений своего сына, отец Бандо повесился у себя дома в Оцу, городе недалеко от Киото.

## Освещение в СМИ
В 9:40 утра 28 февраля общественная телекомпания NHK начала прямую непрерывную трансляцию осады, которая продолжалась до 8:20 вечера того же дня. Рейтинги освещения NHK в среднем составляли 50,8 % и достигли пика в 89,7 % в 6:26 вечера. Движение транспорта было заметно менее интенсивным в течение всего дня в Токио.

## Последствия
Пятеро боевиков были обвинены по шести пунктам: два убийства, одно покушение на убийство, воспрепятствование полиции в исполнении ими своих обязанностей, нарушение Закона о контроле за владением огнестрельным и холодным оружием и незаконное лишение свободы. Четверо были приговорены к длительным срокам тюремного заключения, а Хироси Сакагути был приговорен к смертной казни. 24 июня 2013 года Верховный суд Японии отклонил апелляцию Сакагути о пересмотре дела, оставив его в камере смертников в ожидании казни.
Из трех братьев Като старший погиб во время внутригрупповой «проверки» (чистки), второй (на момент ареста ему было 19 лет) был приговорен к 13 годам каторжных работ, а младший (на момент ареста ему было 16 лет) был отправлен в исправительную школу.
8 августа 1975 года японское правительство освободило Бандо и отправило его в убежище в Ливии в ответ на требования членов Красной Армии Японии, которые штурмовали здание AIA Group, в котором находились посольства США и Швеции в Куала-Лумпуре, Малайзия, и захватили 53 заложника. Позже Бандо, как полагают, помог угнать рейс 472 Japan Airlines из Парижа в Токио в 1977 году, заставив самолет приземлиться в Дакке. Он остается на свободе и, как сообщается, провел время между 1997 и 2007 годами в России, Китае, на Филиппинах и в Японии.
Этот инцидент, наряду с бойней в аэропорту Лод, которая произошла несколько месяцев спустя, и несколькими угонами самолётов, способствовал активной социальной реакции среди японского населения против радикальных студенческих левых групп. После захвата заложников, левое движение в Японии значительно сократилось в численности и пользовалось гораздо меньшей поддержкой населения. Фильм Кодзи Вакамацу 2007 года об инциденте, «Объединенная Красная Армия», получил награду Japanese Eyes Best Picture на Токийском международном кинофестивале в октябре 2007 года.
Во время 10-часовой прямой телевизионной трансляции в день освобождения заложницы, в кадре всё время были полицейские. Компания «Nissin Foods» накануне безвозмездно отправила им всем партию лапши быстрого приготовления «Cup Noodles». Обнаружилось, что обычные виды японской еды, которые полицейские брали с собой, такие как бэнто и онигири, замерзали в условиях холодной зимы в горах Нагано, а для приготовления лапши быстрого приготовления требовался лишь кипяток. Полицейские, находившиеся на холоде помногу часов, охотно ели эту горячую лапшу в прямом эфире, в то время, как за операцией наблюдала вся страна. Сразу после инцидента Асама-Сансо лапшу «Cup Noodles» ожидал взрывной спрос и повышенный коммерческий интерес на общенациональном уровне.

### Книги
- Schreiber, Mark. Shocking Crimes of Postwar Japan. — Tuttle Publishing, 1996. — ISBN 4-900737-34-8.

### Фильмы
- «Объединенная Красная Армия[англ.]» — Кодзи Вакамацу, 2007.
- «Объединенная Красная Армия: Беспокойное наследие» — NHK World-Japan, 2019.